# Final Fantasy V
Final Fantasy V (jap. ファイナルファンタジーファイブ Fainaru Fantajī Faibu) – konsolowa gra jRPG wyprodukowana i wydana przez Square Co., Ltd. w 1992 roku na Super Nintendo Entertainment System tylko w Japonii. W USA gra została wydany po raz pierwszy w 1999 roku a w Europie Zachodniej i Polsce w 2002 roku na Sony PlayStation jako część Final Fantasy Anthology (w zestawie sprzedawana razem z Final Fantasy IV).

## Opis fabuły
Fabuła gry rozpoczyna się, gdy w okolice zamku Tycoon spada meteoryt nieznanego pochodzenia. Król Tycoon wyrusza wówczas do Świątyni Wichrów, aby upewnić się, czy Kryształ Wiatru nie uległ uszkodzeniu. Jego córka, Lenna, wbrew zakazom podąża jego śladem. Wpada w zasadzkę goblinów nieopodal miejsca upadku wspomnianego meteorytu. Z opresji ratuje ją główny bohater, Bartz Klaser.
Nieopodal odnajdują tajemniczego Galufa, cierpiącego na amnezję, który pamięta jedynie swoje imię oraz cel swej wędrówki - Świątynię Wichrów. Drużyna tymczasowo rozdziela się, żeby na stałe połączyć siły po odparciu kolejnego ataku goblinów. Nieco później do drużyny dołącza również dość enigmatyczny kapitan piratów, Faris, który skrywa pewien sekret. Po rozlicznych perypetiach protagoniści docierają do Świątyni tylko po to, żeby zobaczyć, jak kryształ rozpada się na kawałki. Tak rozpoczyna się wędrówka, której skutki będą o wiele bardziej dalekosiężne, niż bohaterom mogłoby się wydawać.